# 2つのラプソディ (ブラームス)
『2つのラプソディ』（ドイツ語: Zwei Rhapsodien）作品79 は、ヨハネス・ブラームスが1879年に作曲したピアノ独奏曲。『2つの狂詩曲』と表記される場合もある。

## 概要
ブラームスが成熟期に辿り付いた時期の作品であり、かつてのピアノの弟子で、作曲家ハインリヒ・フォン・ヘルツォーゲンベルクと結婚したエリーザベト・フォン・シュトックハウゼンに献呈されている。当初は《2つのピアノ曲》（ドイツ語: Zwei Klavierstücke）と即物的に題されていたが、後にエリーザベトの要請で、ラプソディに改めたといういきさつがある。

## 曲の構成
次の2曲からなる。
1. ロ短調。ロンド・ソナタ形式。アジタート(agitato）
2. ト短調。ソナチネ形式。モルト・パッショナート、マ・ノン・トロッポ・アレグロ（Molto passionato, ma non troppo allegro）

各曲は、ソナタ形式に準ずる構成をとり、比較的速めの両端部と、緩やかな中間部というように対比付けられている。第2曲の開始は、1小節ごとに転調することで名高く、初期の『ピアノ協奏曲第1番』のように途中まで主調が登場しない。